# Voivodato di Ternopil'
Il voivodato di Tarnopol (in polacco: Województwo tarnopolskie) è stato un'unità di divisione amministrativa e governo locale della Polonia tra gli anni 1921 e 1939. La capitale era Tarnopol, oggi Ternopil', in Ucraina.

## Geografia
L'area del Voivodato era di 16.533 chilometri quadrati. Si trovava nell'angolo sud-orientale della Polonia, confinante con l'Unione Sovietica a est, il voivodato di Leopoli e il voivodato di Stanisławów a ovest, la Romania a sud e il voivodato di Volinia a nord.

## Demografia
Secondo il censimento polacco del 1921, la provincia era abitata da 1.428.520 persone con una densità abitativa di 88 persone per km². Complessivamente gli ucraini erano 714 031 (49,98%), i polacchi 642 546 (44,98%), gli ebrei 68 967 (4,83%) e i tedeschi 2484. Il censimento nazionale ha rivelato che un numero impressionante di persone non sapeva né leggere né scrivere a causa delle politiche repressive dei poteri di spartizione; pari a oltre la metà della popolazione regionale della Repubblica. All'interno del numero totale di abitanti c'erano 447.810 cattolici romani e 847.907 cattolici greci, oltre a 128.967 cristiani ortodossi. 
Dieci anni dopo, il successivo censimento nazionale del settembre 1931 fu condotto utilizzando criteri diversi. Agli intervistati è stato chiesto della loro lingua madre e della loro religione. La densità di popolazione è cresciuta fino a 97 persone per km². Nel 1931 il numero complessivo di abitanti nella provincia ammontava a 1.600.406 persone, di cui 789.114 parlavano polacco, 401.963 parlavano ucraino come prima lingua, 326.172 parlavano ruteno (ucraino), 71.890 parlavano yiddish, 7.042 parlavano ebraico, 2675 parlavano tedesco e 287 parlavano bielorusso, ceco e lituano. Tra i parlanti ucraini della Polonia, 397.248 appartenevano alla Chiesa greco-cattolica e 3.767 erano cattolici romani simili alla maggior parte dei parlanti di lingua polacca a casa; tuttavia, tra i parlanti di lingua polacca 157.219 appartenevano anche alla Chiesa greco-cattolica, come la maggior parte di coloro che parlavano ucraino come lingua madre. La sovrapposizione delle confessioni religiose presentava la comunità come integrata in misura considerevole. Nel frattempo, la stragrande maggioranza dei parlanti ruteni (ucraini) erano greco-cattolici, come gli ucraini, e solo 7.625 di loro erano cattolici romani.

## Principali città
- Tarnopol – 30 891
- Zolochiv – 11 130
- Brody – 10 867
- Brzeżany – 10 083